# 다중 버퍼링
버퍼란 어떤 장치에서 다른 장치로 데이터를 송신할 때 일어나는 시간의 차이나 데이터 흐름의 속도 차이를 조정하기 위해 일시적으로 데이터를 기억시키는 장치이다.
싱글버퍼(single buffer)의 경우 채널이 데이터를 버퍼에 저장하면 프로세서가 처리하는 방식으로 진행된다. 이경우 채널이 데이터를 저장하는 동안에는 데이터에 대한 처리가 이루어질 수 없으며, 프로세서가 데이터를 처리하는 동안에는 다른 데이터가 저장될 수 없게된다.
더블버퍼(double buffer)의 경우에는 데이터에 대한 저장과 처리가 동시에 일어날 수 있다. 입력채널이 첫 번째 버퍼에 데이터를 저장하는 동안 프로세서가 두 번째 버퍼의 데이터를 처리할 수 있는 것이다. 이렇게 두개의 버퍼를 서로 교대로 사용하는 것을 플립플롭버퍼링(flip-flop buffering)이라하고, 여러개의 버퍼를 번갈아 사용하는 것을 순환버퍼링(circular buffering)이라고 한다.
이 밖에도 트리플버퍼(triple buffer)도 있다.

## 같이 보기
- 스크린 테어링
- 스테레오스코피